# Dubai Tennis Championships 2024 - Qualificazioni singolare maschile
Le qualificazioni del singolare del Dubai Tennis Championships 2024 sono state un torneo di tennis preliminare per accedere alla fase finale. I vincitori dell'ultimo turno sono entrani di diritto nel tabellone principale. In caso di ritiro di uno o più giocatori aventi diritto a questi subentrano gli alternate, coloro che vengono ammessi al tabellone principale a causa dell'assenza di un lucky loser che possa sostituire il giocatore ritirato.

## Teste di serie
1. Tomáš Macháč (qualificato)
2. Luca Van Assche (ultimo turno, lucky loser)
3. Alexandre Müller (primo turno)
4. Márton Fucsovics (qualificato)

1. Arthur Cazaux (qualificato)
2. Roberto Bautista Agut (ultimo turno)
3. Maximilian Marterer (qualificato)
4. Richard Gasquet (ultimo turno)

## Qualificati
1. Tomáš Macháč
2. Maximilian Marterer

1. Arthur Cazaux
2. Márton Fucsovics

### Lucky loser
1. Luca Van Assche

## Tabellone

### Legenda
| - Q = Qualificato - WC = Wild card - LL = Lucky loser | - ALT = Alternate - SE = Special Exempt - PR = Protected Ranking | - w/o = Walkover - r = Ritirato - d = Squalificato |

### Sezione 1
|  | Primo turno | Primo turno           | Primo turno           | Primo turno | Primo turno |  |  | Ultimo turno | Ultimo turno          | Ultimo turno | Ultimo turno | Ultimo turno |  |
|  |             |                       |                       |             |             |  |  |              |                       |              |              |              |  |
|  | 1           | Tomáš Macháč          | Tomáš Macháč          | 6           | 7           |  |  |              |                       |              |              |              |  |
|  |             | Elias Ymer            | Elias Ymer            | 1           | 5           |  |  | 1            | Tomáš Macháč          | 65           | 6            | 6            |  |
|  |             | Hugo Grenier          | Hugo Grenier          | 64          | 4           |  |  | 6            | Roberto Bautista Agut | 7            | 2            | 1            |  |
|  | 6           | Roberto Bautista Agut | Roberto Bautista Agut | 7           | 6           |  |  |              |                       |              |              |              |  |

### Sezione 2
|  | Primo turno | Primo turno         | Primo turno         | Primo turno | Primo turno |  |  | Ultimo turno | Ultimo turno        | Ultimo turno | Ultimo turno | Ultimo turno |  |
|  |             |                     |                     |             |             |  |  |              |                     |              |              |              |  |
|  | 2           | Luca Van Assche     | Luca Van Assche     | 7           | 6           |  |  |              |                     |              |              |              |  |
|  | WC          | Aziz Dougaz         | Aziz Dougaz         | 63          | 1           |  |  | 2            | Luca Van Assche     | 7            | 3            | 4            |  |
|  | WC          | Yankı Erel          | Yankı Erel          | 3           | 4           |  |  | 7            | Maximilian Marterer | 5            | 6            | 6            |  |
|  | 7           | Maximilian Marterer | Maximilian Marterer | 6           | 6           |  |  |              |                     |              |              |              |  |

### Sezione 3
|  | Primo turno | Primo turno      | Primo turno   | Primo turno | Primo turno |  |  | Ultimo turno | Ultimo turno    | Ultimo turno    | Ultimo turno | Ultimo turno |  |
|  |             |                  |               |             |             |  |  |              |                 |                 |              |              |  |
|  | 3           | Alexandre Müller | 6             | 4           | 2           |  |  |              |                 |                 |              |              |  |
|  |             | Giulio Zeppieri  | 1             | 6           | 6           |  |  |              | Giulio Zeppieri | Giulio Zeppieri | 65           | 4            |  |
|  |             | Damir Džumhur    | Damir Džumhur | 3           | 3           |  |  | 5            | Arthur Cazaux   | Arthur Cazaux   | 7            | 6            |  |
|  | 5           | Arthur Cazaux    | Arthur Cazaux | 6           | 6           |  |  |              |                 |                 |              |              |  |

### Sezione 4
|  | Primo turno | Primo turno      | Primo turno      | Primo turno | Primo turno |  |  | Ultimo turno | Ultimo turno     | Ultimo turno | Ultimo turno | Ultimo turno |  |
|  |             |                  |                  |             |             |  |  |              |                  |              |              |              |  |
|  | 4           | Márton Fucsovics | Márton Fucsovics | 6           | 6           |  |  |              |                  |              |              |              |  |
|  |             | Maxime Cressy    | Maxime Cressy    | 4           | 1           |  |  | 4            | Márton Fucsovics | 4            | 6            | 6            |  |
|  | WC          | Vasek Pospisil   | Vasek Pospisil   | 64          | 3           |  |  | 8            | Richard Gasquet  | 6            | 1            | 4            |  |
|  | 8           | Richard Gasquet  | Richard Gasquet  | 7           | 6           |  |  |              |                  |              |              |              |  |